# Ora ho capito/Senza di te che farò
Ora ho capito/Senza di te che farò è il nono singolo de I Camaleonti. Venne pubblicato nel 1967 dall'etichetta Kansas. Il secondo brano è una cover in lingua italiana di It's a Man's Man's Man's World di James Brown.

## Tracce
Lato A
1. Ora ho capito – 3:06 (Mario Mellier, Mario Piovano, Domenico Umberto Seren Gay)

Lato B
1. Senza di te che farò – 2:38 (testo: Luigi Menegazzi – musica: James Brown)